# 艾尔 (北达科他州)
艾尔（英語：Ayr），是美国北达科他州下属的一座城市。根据2010年美国人口普查，该市有人口17人。